# أمينة مزيود
أمينة مزيود (1988 -) هي لاعبة شطرنج جزائرية.
| أمينة مزيود  | أمينة مزيود              |
| ------------ | ------------------------ |
| دولة         | الجزائر                  |
| وُلِدّ          | 1988 (العمر 35-36)       |
| عنوان        | امرأة غراند ماستر (2020) |
| تصنيف الذروة | 2128 (أبريل 2019)        |

أمينة مزيود (مواليد 1988) هي لاعبة شطرنج جزائرية، وأستاذة كبيرة.
فازت بالبطولة العربية للسيدات في الشطرنج عام 2006، وشاركت في بطولة العالم للسيدات في الشطرنج ثلاث مرات أعوام 2006 و2010 و2012.
شاركت في بطولة العالم للشطرنج للسيدات 2015 (بالضربة القاضية) ، المصنفة رقم 62 (من 64
لا توجد روابط لمواقع التواصل الاجتماعي.

1. ↑  مباريات الشطرنج، QID:Q534035
2. ↑  FIDE Ratings and Statistics (بالإنجليزية), QID:Q27038151